# Jerzy Wojciech Szulczewski

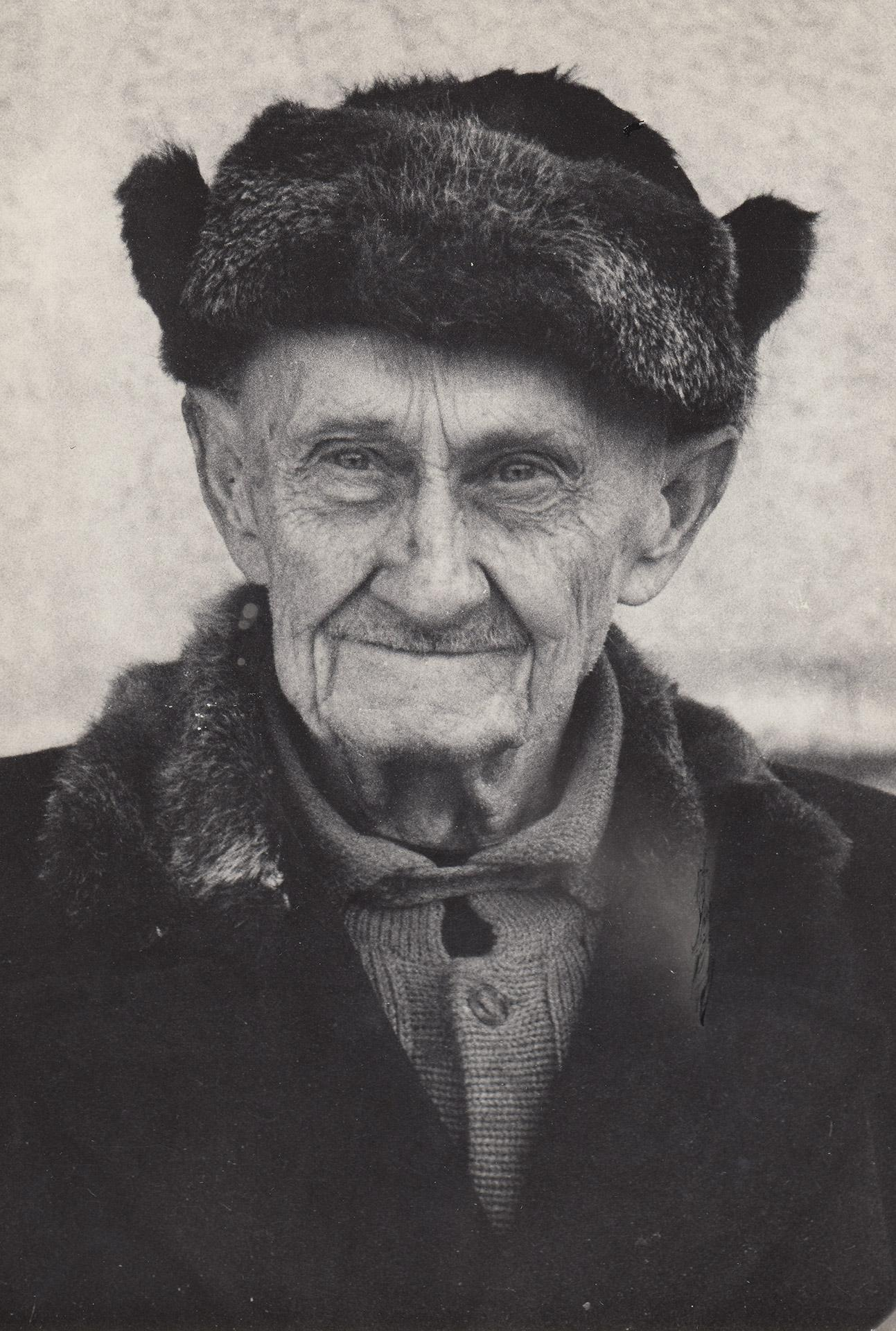
Jerzy Wojciech Szulczewski

Jerzy Wojciech Szulczewski (* 22. April 1879 in Ciencisko, Kreis Strelno, Provinz Posen, Königreich Preußen; † 13. März 1969 in Kościan, Polen) war ein polnischer Lehrer, Botaniker und Zoologe. Nach ihm wurden zwei Tierarten benannt.

## Leben und Wirken
Wojciech Szulczewski stammte aus einer polnischen Bauernfamilie in Kujawien am östlichsten Ende Preußens. Er besuchte die Dorfschule, eine höhere Schule   in Rogasen und seit 1896 das Lehrerseminar in Exin, das er 1899 abschloss.
Danach war er viele Jahre als Dorfschullehrer in Brudzyń im Kreis Znin tätig. Ab etwa 1905 veröffentlichte er erste volkskundliche Artikel und ein Buch zu der Kultur des fahrenden Volkes in seiner Region, unterstützt von dem deutschen Volkskundler Otto Knoop.  
Ab 1915 war Wojciech Szulczewski Vorsitzender der Gemeindevertretung von Brudzyń, 1918 war er Abgeordneter im Kreistag von Znin. Während des Posener Aufstandes 1918/1919 war er als Kommissar für Schulfragen tätig.  
Seit 1919 unterrichtete er Biologie am Lehrerinnenseminar in Poznań  im neuen polnischen Staat, von 1920 bis 1924 war er außerdem Leiter der Abteilungen für Naturkunde und Vorgeschichte des dortigen Regionalmuseums (Muzeum Wielkopolski). 1928 wurde er  Lehrer an der Gartenbaufachschule. 
1931 ging Wojciech Szulczewski in den Ruhestand. Er zog nach Puszczykowo und widmete sich dort weiter botanischen Forschungen.
1945 unterstützte er den Aufbau der regionalen Verwaltungsstrukturen im neuen polnischen Staat. 1946 wurde er Lehrer an der Städtischen Handelsschule in Poznań. Seit 1947  war er im Botanischen Garten der Universität Poznań als wissenschaftlicher Mitarbeiter tätig.  1958 beendete er diese Tätigkeit im Alter von 79 Jahren.
1969 starb er in Kościan.

## Naturkundliche Forschungen und Ehrungen
Wojciech Szulczewski war ein äußerst fleißiger Botaniker und Zoologe. Er veröffentlichte etwa 150 Artikel und  entdeckte etwa 60 neue Arten und Gattungen. Nach ihm wurden die Drosselart  Cryptus szulczewskii und die Raupenart Penicilium szulczewskii  benannt.  Er erhielt mehrere polnische Auszeichnungen.
Veröffentlichungen (Auswahl)
- Allerhand fahrendes Volk in Kujawien, Lissa 1906, Neudruck 2010 Digitalisat[2]
- Osobliwości dendrologiczne Poznania, 1926
- Przybysze i przybłędy w roślinności Poznania, 1930
- Przyczynek do fauny motyli drobnych Poznania i okolicy, 1932
- Śluzowce Wielkopolskiego Parku Narodowego, 1951
- Wykaz roślin naczyniowych w Wielkopolsce dotąd stwierdzonych, 1951